# Medaillewinnaars EK Kunstschaatsen ijsdansen
De Europese kampioenschappen kunstschaatsen worden jaarlijks door de Internationale Schaatsunie (ISU) georganiseerd. Dit artikel geeft een overzicht van de medaillewinnaars bij het ijsdansen.

## Historie
De Duitse en Oostenrijkse schaatsbond, verenigd in de "Deutscher und Österreichischer Eislaufverband", organiseerden zowel het eerste EK schaatsen voor mannen als het eerste EK kunstschaatsen voor mannen in 1891 in Hamburg, Duitse Keizerrijk, nog voor de ISU in 1892 werd opgericht. De internationale schaatsbond nam in 1892 de organisatie van het EK kunstschaatsen over. In 1895 werd besloten voortaan de Wereldkampioenschappen kunstschaatsen te organiseren en kwam het EK te vervallen. In 1898 vond toch weer een herstart plaats van het EK.
De vrouwen en paren strijden vanaf 1930 jaarlijks om het Europees kampioenschap. De ijsdansers strijden vanaf 1954 om de Europese titel. Alle kampioenschappen werden vanaf 1947 altijd in één gaststad georganiseerd.
Er werden geen kampioenschappen gehouden in 1896 en 1897 (geen organisatie), in 1902 en 1903 (geen ijs) en tijdens en direct na de Eerste Wereldoorlog (zeven jaar) en tijdens en direct na de Tweede Wereldoorlog (ook zeven jaar).
Tot en met 1948 kon elk land dat bij de ISU aangesloten was deelnemers inschrijven. Nadat de Canadese Barbara Ann Scott en de Amerikaan Richard Button beide de titel in 1948 veroverden werd de deelname vanaf 1949 beperkt tot de Europese leden van de ISU. Pas in 1999 konden niet Europese deelnemers deelnemen aan het equivalent van het EK, het Viercontinentenkampioenschap.
In 2020 werd het 67e toernooi voor de ijsdansers georganiseerd.

## Kampioenen
Eenendertig ijsdansparen uit acht landen werden tot nu toe (editie 2020) Europees kampioen. Het Sovjet paar Ljoedmila Pachomova / Aleksandr Gorsjkov zijn recordhouder met zes titels (1970, 1971, 1973-1976). Hun landgenoten Natalja Bestemjanova / Andrej Boekin (1983, 1985-1988) en het Franse paar Gabriella Papadakis / Guillaume Cizeron (2015-2019) volgen met vijf titels. Ook de Brit Courtney Jones won vijf keer een EK titel, hij deed dit met twee partners, June Markham ('57, '58) en Doreen Denny ('59, '60, '61).

## Medaillewinnaars
Tot nu toe stonden elf keer drie paren uit hetzelfde land op het erepodium. Zes keer waren dit paren uit de Groot-Brittannië (1954, 1955, 1956, 1957, 1958 en 1968), vier keer uit de Sovjet-Unie (1976, 1986, 1987, en 1989) en eenmaal uit Rusland (1992).
Er heeft nog geen Belgisch en Nederlands danspaar op het erepodium bij het EK kunstschaatsen gestaan.
| Jaar | Locatie                | Goud                                     | Zilver                                   | Brons                                    |
| ---- | ---------------------- | ---------------------------------------- | ---------------------------------------- | ---------------------------------------- |
| 1954 | Bolzano                | Jean Westwood / Laurence Demmy           | Nesta Davies / Paul Thomas               | Barbara Radford / Raymond Lockwood       |
| 1955 | Boedapest              | Jean Westwood / Laurence Demmy           | Pamela Wright / Paul Thomas              | Barbara Radford / Raymond Lockwood       |
| 1956 | Parijs                 | Pamela Wright / Paul Thomas              | June Markham / Courtney Jones            | Barbara Thompson / Gerard Rigby          |
| 1957 | Wenen                  | June Markham / Courtney Jones            | Barbara Thompson / Gerard Rigby          | Catherine Morris / Michael Robinson      |
| 1958 | Bratislava             | June Markham / Courtney Jones            | Catherine Morris / Michael Robinson      | Barbara Thompson / Gerard Rigby          |
| 1959 | Davos                  | Doreen Denny / Courtney Jones            | Catherine Morris / Michael Robinson      | Christiane Guhel / Jean Paul Guhel       |
| 1960 | Garmisch-Partenkirchen | Doreen Denny / Courtney Jones            | Christiane Guhel / Jean Paul Guhel       | Mary Parry / Roy Mason                   |
| 1961 | Oost-Berlijn           | Doreen Denny / Courtney Jones            | Christiane Guhel / Jean Paul Guhel       | Linda Shearman / Michael Phillips        |
| 1962 | Genève                 | Christiane Guhel / Jean Paul Guhel       | Linda Shearman / Michael Phillips        | Eva Romanová / Pavel Roman               |
| 1963 | Boedapest              | Linda Shearman / Michael Phillips        | Eva Romanová / Pavel Roman               | Janet Sawbridge / David Hickinbottom     |
| 1964 | Grenoble               | Eva Romanová / Pavel Roman               | Janet Sawbridge / David Hickinbottom     | Yvonne Suddick / Roger Kennerson         |
| 1965 | Moskou                 | Eva Romanová / Pavel Roman               | Janet Sawbridge / David Hickinbottom     | Yvonne Suddick / Roger Kennerson         |
| 1966 | Bratislava             | Diane Towler / Bernard Ford              | Yvonne Suddick / Roger Kennerson         | Jitka Babická / Jaromír Holan            |
| 1967 | Ljubljana              | Diane Towler / Bernard Ford              | Yvonne Suddick / Malcolm Cannon          | Brigitte Martin / Francis Gamichon       |
| 1968 | Västerås               | Diane Towler / Bernard Ford              | Yvonne Suddick / Malcolm Cannon          | Janet Sawbridge / Jon Lane               |
| 1969 | Garmisch-Partenkirchen | Diane Towler / Bernard Ford              | Janet Sawbridge / Jon Lane               | Ljoedmila Pachomova / Aleksandr Gorsjkov |
| 1970 | Leningrad              | Ljoedmila Pachomova / Aleksandr Gorsjkov | Angelika Buck / Erich Buck               | Tatjana Voitiuk / Viacheslav Zhigalin    |
| 1971 | Zürich                 | Ljoedmila Pachomova / Aleksandr Gorsjkov | Angelika Buck / Erich Buck               | Susan Getty / Roy Bradshaw               |
| 1972 | Göteborg               | Angelika Buck / Erich Buck               | Ljoedmila Pachomova / Aleksandr Gorsjkov | Janet Sawbridge / Peter Dalby            |
| 1973 | Keulen                 | Ljoedmila Pachomova / Aleksandr Gorsjkov | Angelika Buck / Erich Buck               | Hilary Green / Glyn Watts                |
| 1974 | Zagreb                 | Ljoedmila Pachomova / Aleksandr Gorsjkov | Hilary Green / Glyn Watts                | Natalja Linitsjoek / Gennadi Karponossov |
| 1975 | Kopenhagen             | Ljoedmila Pachomova / Aleksandr Gorsjkov | Hilary Green / Glyn Watts                | Natalja Linitsjoek / Gennadi Karponossov |
| 1976 | Genève                 | Ljoedmila Pachomova / Aleksandr Gorsjkov | Irina Moiseeva / Andrei Minenkov         | Natalja Linitsjoek / Gennadi Karponossov |
| 1977 | Helsinki               | Irina Moiseeva / Andrei Minenkov         | Krisztina Regöczy / Andras Sallay        | Natalja Linitsjoek / Gennadi Karponossov |
| 1978 | Straatsburg            | Irina Moiseeva / Andrei Minenkov         | Natalja Linitsjoek / Gennadi Karponossov | Krisztina Regöczy / Andras Sallay        |
| 1979 | Zagreb                 | Natalja Linitsjoek / Gennadi Karponossov | Irina Moiseeva / Andrei Minenkov         | Krisztina Regöczy / Andras Sallay        |
| 1980 | Göteborg               | Natalja Linitsjoek / Gennadi Karponossov | Krisztina Regöczy / Andras Sallay        | Irina Moiseeva / Andrei Minenkov         |
| 1981 | Innsbruck              | Jayne Torvill / Christopher Dean         | Irina Moiseeva / Andrei Minenkov         | Natalja Linitsjoek / Gennadi Karponossov |
| 1982 | Lyon                   | Jayne Torvill / Christopher Dean         | Natalja Bestemjanova / Andrej Boekin     | Irina Moiseeva / Andrei Minenkov         |
| 1983 | Dortmund               | Natalja Bestemjanova / Andrej Boekin     | Olga Volozhinskaia / Alexandr Svinin     | Karen Barber / Nicholas Slater           |
| 1984 | Boedapest              | Jayne Torvill / Christopher Dean         | Natalja Bestemjanova / Andrej Boekin     | Marina Klimova / Sergei Ponomarenko      |
| 1985 | Göteborg               | Natalja Bestemjanova / Andrej Boekin     | Marina Klimova / Sergei Ponomarenko      | Petra Born / Rainer Schonborn            |
| 1986 | Kopenhagen             | Natalja Bestemjanova / Andrej Boekin     | Marina Klimova / Sergei Ponomarenko      | Natalia Annenko / Genrikh Sretenski      |
| 1987 | Sarajevo               | Natalja Bestemjanova / Andrej Boekin     | Marina Klimova / Sergei Ponomarenko      | Natalia Annenko / Genrikh Sretenski      |
| 1988 | Praag                  | Natalja Bestemjanova / Andrej Boekin     | Natalia Annenko / Genrikh Sretenski      | Isabelle Duchesnay / Paul Duchesnay      |
| 1989 | Birmingham             | Marina Klimova / Sergei Ponomarenko      | Maya Usova / Alexander Zhulin            | Natalia Annenko / Genrikh Sretenski      |
| 1990 | Leningrad              | Marina Klimova / Sergei Ponomarenko      | Maya Usova / Alexander Zhulin            | Isabelle Duchesnay / Paul Duchesnay      |
| 1991 | Sofia                  | Marina Klimova / Sergei Ponomarenko      | Isabelle Duchesnay / Paul Duchesnay      | Maya Usova / Alexander Zhulin            |
| 1992 | Lausanne               | Marina Klimova / Sergei Ponomarenko      | Maya Usova / Alexander Zhulin            | Oksana Grishuk / Jevgeni Platov          |
| 1993 | Helsinki               | Maya Usova / Alexander Zhulin            | Oksana Grishuk / Jevgeni Platov          | Susanna Rahkamo / Petri Kokko            |
| 1994 | Kopenhagen             | Jayne Torvill / Christopher Dean         | Oksana Grishuk / Jevgeni Platov          | Maya Usova / Alexander Zhulin            |
| 1995 | Dortmund               | Susanna Rahkamo / Petri Kokko            | Sophie Moniotte / Pascal Lavanchy        | Anjelika Krylova / Oleg Ovsyannikov      |
| 1996 | Sofia                  | Oksana Grishuk / Jevgeni Platov          | Anjelika Krylova / Oleg Ovsyannikov      | Irina Romanova / Igor Jarostsjenko       |
| 1997 | Parijs                 | Oksana Grishuk / Jevgeni Platov          | Anjelika Krylova / Oleg Ovsyannikov      | Sophie Moniotte / Pascal Lavanchy        |
| 1998 | Milaan                 | Oksana Grishuk / Jevgeni Platov          | Anjelika Krylova / Oleg Ovsyannikov      | Marina Anissina / Gwendal Peizerat       |
| 1999 | Praag                  | Anjelika Krylova / Oleg Ovsyannikov      | Marina Anissina / Gwendal Peizerat       | Irina Lobacheva / Ilia Averbukh          |
| 2000 | Wenen                  | Marina Anissina / Gwendal Peizerat       | Barbara Fusar-Poli / Maurizio Margaglio  | Margarita Drobiazko / Povilas Vanagas    |
| 2001 | Bratislava             | Barbara Fusar-Poli / Maurizio Margaglio  | Marina Anissina / Gwendal Peizerat       | Irina Lobacheva / Ilia Averbukh          |
| 2002 | Lausanne               | Marina Anissina / Gwendal Peizerat       | Barbara Fusar-Poli / Maurizio Margaglio  | Irina Lobacheva / Ilia Averbukh          |
| 2003 | Malmö                  | Irina Lobacheva / Ilia Averbukh          | Albena Denkova / Maksim Staviski         | Tatjana Navka / Roman Kostomarov         |
| 2004 | Boedapest              | Tatjana Navka / Roman Kostomarov         | Albena Denkova / Maksim Staviski         | Olena Hroesjyna / Roeslan Hontsjarov     |
| 2005 | Turijn                 | Tatjana Navka / Roman Kostomarov         | Olena Hroesjyna / Roeslan Hontsjarov     | Isabelle Delobel / Olivier Schoenfelder  |
| 2006 | Lyon                   | Tatjana Navka / Roman Kostomarov         | Olena Hroesjyna / Roeslan Hontsjarov     | Margarita Drobiazko / Povilas Vanagas    |
| 2007 | Warschau               | Isabelle Delobel / Olivier Schoenfelder  | Oksana Domnina / Maksim Sjabalin         | Albena Denkova / Maksim Staviski         |
| 2008 | Zagreb                 | Oksana Domnina / Maksim Sjabalin         | Isabelle Delobel / Olivier Schoenfelder  | Jana Chochlova / Sergej Novitski         |
| 2009 | Helsinki               | Jana Chochlova / Sergej Novitski         | Federica Faiella / Massimo Scali         | Sinead Kerr / John Kerr                  |
| 2010 | Tallinn                | Oksana Domnina / Maksim Sjabalin         | Federica Faiella / Massimo Scali         | Jana Chochlova / Sergej Novitski         |
| 2011 | Bern                   | Nathalie Pechalat / Fabian Bourzat       | Jekaterina Bobrova / Dmitri Solovjov     | Sinead Kerr / John Kerr                  |
| 2012 | Sheffield              | Nathalie Pechalat / Fabian Bourzat       | Jekaterina Bobrova / Dmitri Solovjov     | Jelena Ilinych / Nikita Katsalapov       |
| 2013 | Zagreb                 | Jekaterina Bobrova / Dmitri Solovjov     | Jelena Ilinych / Nikita Katsalapov       | Anna Cappellini / Luca Lanotte           |
| 2014 | Boedapest              | Anna Cappellini / Luca Lanotte           | Jelena Ilinych / Nikita Katsalapov       | Penny Coomes / Nicholas Buckland         |
| 2015 | Stockholm              | Gabriella Papadakis / Guillaume Cizeron  | Anna Cappellini / Luca Lanotte           | Aleksandra Stepanova / Ivan Boekin       |
| 2016 | Bratislava             | Gabriella Papadakis / Guillaume Cizeron  | Anna Cappellini / Luca Lanotte           | Jekaterina Bobrova / Dmitri Solovjov     |
| 2017 | Ostrava                | Gabriella Papadakis / Guillaume Cizeron  | Anna Cappellini / Luca Lanotte           | Jekaterina Bobrova / Dmitri Solovjov     |
| 2018 | Moskou                 | Gabriella Papadakis / Guillaume Cizeron  | Jekaterina Bobrova / Dmitri Solovjov     | Aleksandra Stepanova / Ivan Boekin       |
| 2019 | Minsk                  | Gabriella Papadakis / Guillaume Cizeron  | Aleksandra Stepanova / Ivan Boekin       | Charlène Guignard / Marco Fabbri         |
| 2020 | Graz                   | Viktoria Sinitsina / Nikita Katsalapov   | Gabriella Papadakis / Guillaume Cizeron  | Aleksandra Stepanova / Ivan Boekin       |

## Medailleklassement per land
| #      | Land             | Goud | Zilver | Brons | Totaal |
| ------ | ---------------- | ---- | ------ | ----- | ------ |
| 1      | Sovjet-Unie      | 18   | 14     | 14    | 46     |
| 2      | Groot-Brittannië | 17   | 15     | 18    | 50     |
| 3      | Rusland          | 15   | 13     | 15    | 43     |
| 4      | Frankrijk        | 11   | 8      | 7     | 26     |
| 5      | Italië           | 2    | 7      | 2     | 11     |
| 6      | Tsjechoslowakije | 2    | 1      | 2     | 5      |
| 7      | (West-)Duitsland | 1    | 3      | 1     | 5      |
| 8      | Finland          | 1    | 0      | 1     | 2      |
| 9      | Hongarije        | 0    | 2      | 2     | 4      |
| 9      | Oekraïne         | 0    | 2      | 2     | 4      |
| 11     | Bulgarije        | 0    | 2      | 1     | 3      |
| 12     | Litouwen         | 0    | 0      | 2     | 2      |
| Totaal | Totaal           | 67   | 67     | 67    | 201    |

Medaillewinnaars

Mannen · 
Vrouwen ·
Paren · 
IJsdansen

Toernooi

1891 · 
1892 · 
1893 · 
1894 · 
1895 · 
1896-1897 · 
1898 · 
1899 · 
1900 · 
1901 · 
1902-1903 · 
1904 · 
1905 · 
1906 · 
1907 · 
1908 · 
1909 · 
1910 · 
1911 · 
1912 · 
1913 · 
1914 · 
1915-1921 · 
1922 · 
1923 · 
1924 · 
1925 · 
1926 · 
1927 · 
1928 · 
1929 · 
1930 · 
1931 · 
1932 · 
1933 · 
1934 · 
1935 · 
1936 · 
1937 · 
1938 · 
1939 ·
1940-1946 · 
1947 · 
1948 · 
1949 · 
1950 · 
1951 · 
1952 · 
1953 · 
1954 · 
1955 · 
1956 · 
1957 · 
1958 · 
1959 · 
1960 · 
1961 · 
1962 · 
1963 · 
1964 · 
1965 · 
1966 · 
1967 · 
1968 · 
1969 · 
1970 · 
1971 · 
1972 · 
1973 · 
1974 · 
1975 · 
1976 · 
1977 · 
1978 · 
1979 · 
1980 · 
1981 · 
1982 · 
1983 · 
1984 · 
1985 · 
1986 · 
1987 · 
1988 · 
1989 · 
1990 · 
1991 · 
1992 · 
1993 · 
1994 · 
1995 ·
1996 · 
1997 · 
1998 · 
1999 · 
2000 · 
2001 · 
2002 · 
2003 · 
2004 · 
2005 · 
2006 ·
2007 ·
2008 ·
2009 ·
2010 ·
2011 ·
2012 ·
2013 ·
2014 ·
2015 ·
2016 ·
2017 ·
2018 ·
2019 ·
2020 ·
2021 · 
2022 · 
2023 · 
2024 · 
2025

WK kunstschaatsen ·
WK kunstschaatsen junioren ·
Viercontinentenkampioenschap ·
Olympische Spelen